# Bernard Sulzberger
Bernard Sulzberger (Beaconsfield, 5 december 1981) is een Australisch voormalig wielrenner. Sulzberger is prof sinds 2006 en vooral actief in de UCI Oceania Tour en de UCI America Tour. In 2007 won hij het bergklassement van de Herald Sun Tour. Zijn broer Wesley was eveneens professioneel wielrenner.

## Belangrijkste overwinningen
2002
- 2e etappe Tour of Sunraysia

2005
- 8e etappe Ronde van Tasmanië

2008
- Australisch kampioen criterium

2009
- 5e etappe Ronde van Utah
- 4e etappe Geelong Bay Classic Series
- 6e etappe Tour of Atlanta
- 6e etappe Tour de Beauce
- eindklassement Ronde van Tasmanië

2011
- 3e etappe Jayco Bay Cycling Classic

2013
- Eindklassement Ronde van Taiwan

## Resultaten in voornaamste wedstrijden
| Jaar | Gent-Wevelgem |
| ---- | ------------- |
| 2007 | 109e          |

## Ploegen
- 2006- Driving Force Logistics-Cyclingnews-Litespeed
- 2007- Driving Force Logistics-Cyclingnews-Litespeed
- 2008- Letua Cycling Team
- 2009- Fly V Australia-Virgin Blue
- 2010- Fly V Australia
- 2011- V Australia (vanaf 20/05)
- 2012- Team Raleigh-GAC
- 2013- Drapac Cycling
- 2014- Drapac Professional Cycling
- 2015- Drapac Professional Cycling
- 2016- Drapac Professional Cycling

Briggs · Hampton · Holloway · Holmes · Holohan · Holt · Horton · Janssen · Oliphant · Sparling · Sulzberger · Townshend
Davison · Goesinnen · Hucker · Lapthorne · McCauley · Palmer · A.Phelan · Rudolph · Rusli · B.Sulzberger · J.Walker · W.Walker
Anderson · Cantwell · Clarke · Crawford · Goesinnen · Hucker · Johnson · Kerby · Lapthorne · Meyer · Norris · Palmer · Phelan · Rudolph · W.Sulzberger · B.Sulzberger · Wippert · Canty (stagiair)
Brown · Clarke · Girdlestone · Hucker · Jones · Kerby · Kohler · Koning · Lapthorne · Meyer · Norris · Peterson · Phelan · Roe · Rudolph · Spokes · Sulzberger · Wippert · Canty (stagiair) · Evans (stagiair)